# Marcelino Correr
Marcelino Correr OFMCap (* 11. Januar 1932 in Piracicaba, São Paulo; † 18. April 2006) war ein brasilianischer Ordensgeistlicher und römisch-katholischer Bischof von Carolina.

## Leben
Marcelino Correr trat der Ordensgemeinschaft der Kapuziner bei und empfing am 15. Juni 1957 die Priesterweihe.
Papst Johannes Paul II. ernannte ihn am 13. März 1991 zum Bischof von Carolina. Die Bischofsweihe spendete ihm der Apostolische Nuntius in Brasilien, Erzbischof Carlo Furno, am 21. April  desselben Jahres; Mitkonsekratoren waren Daniel Tomasella OFMCap, Bischof von Marília, und sein Amtsvorgänger Evangelista Alcimar Caldas Magalhães OFMCap, Prälat von Alto Solimões.
Am 15. Oktober 2003 nahm Papst Johannes Paul II. seinen gesundheitsbedingten Rücktritt als Bischof von Carolina an.